# 八日市護國
33°33′20.06″N 132°39′12.01″E / 33.5555722°N 132.6533361°E

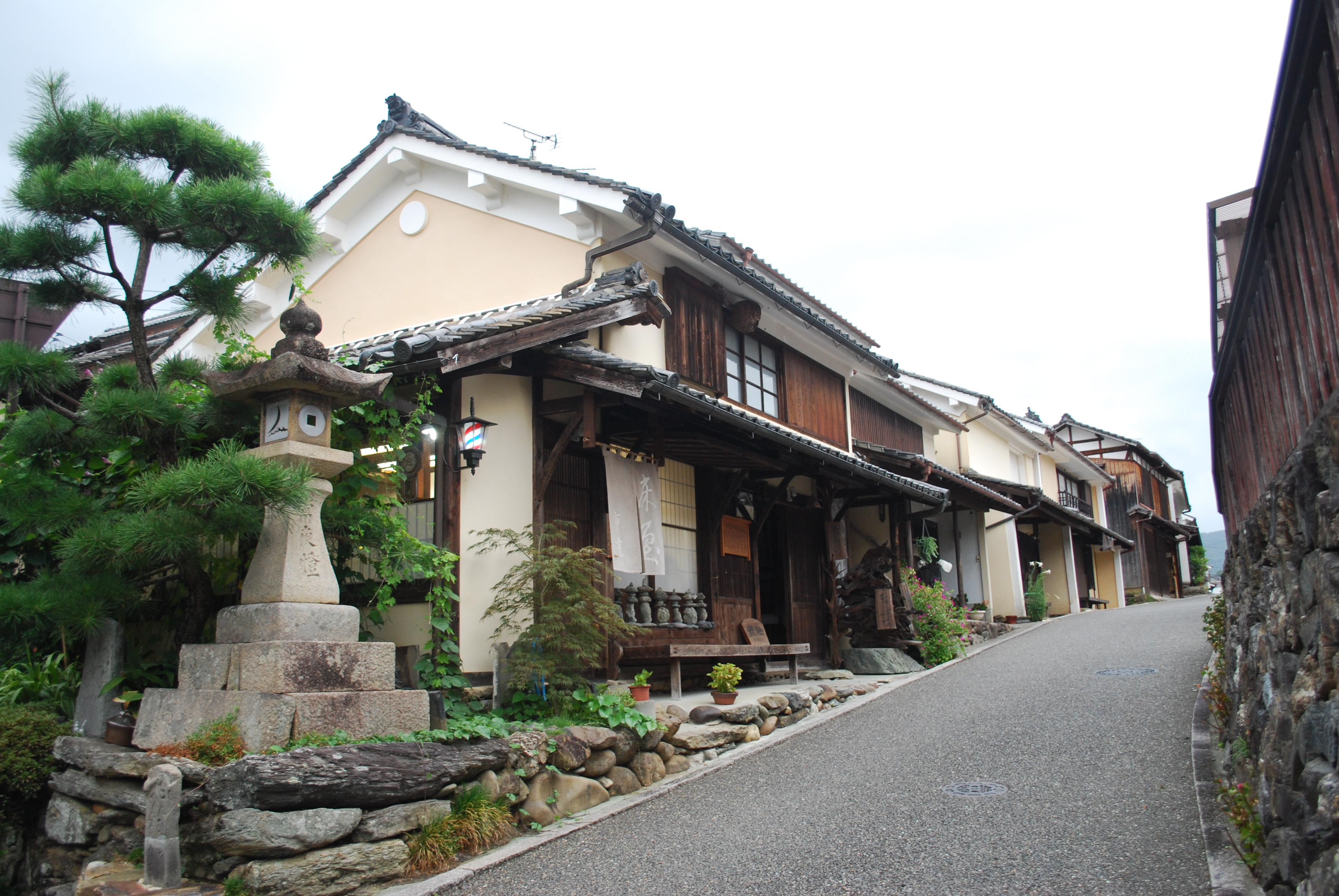
八日市護國地區

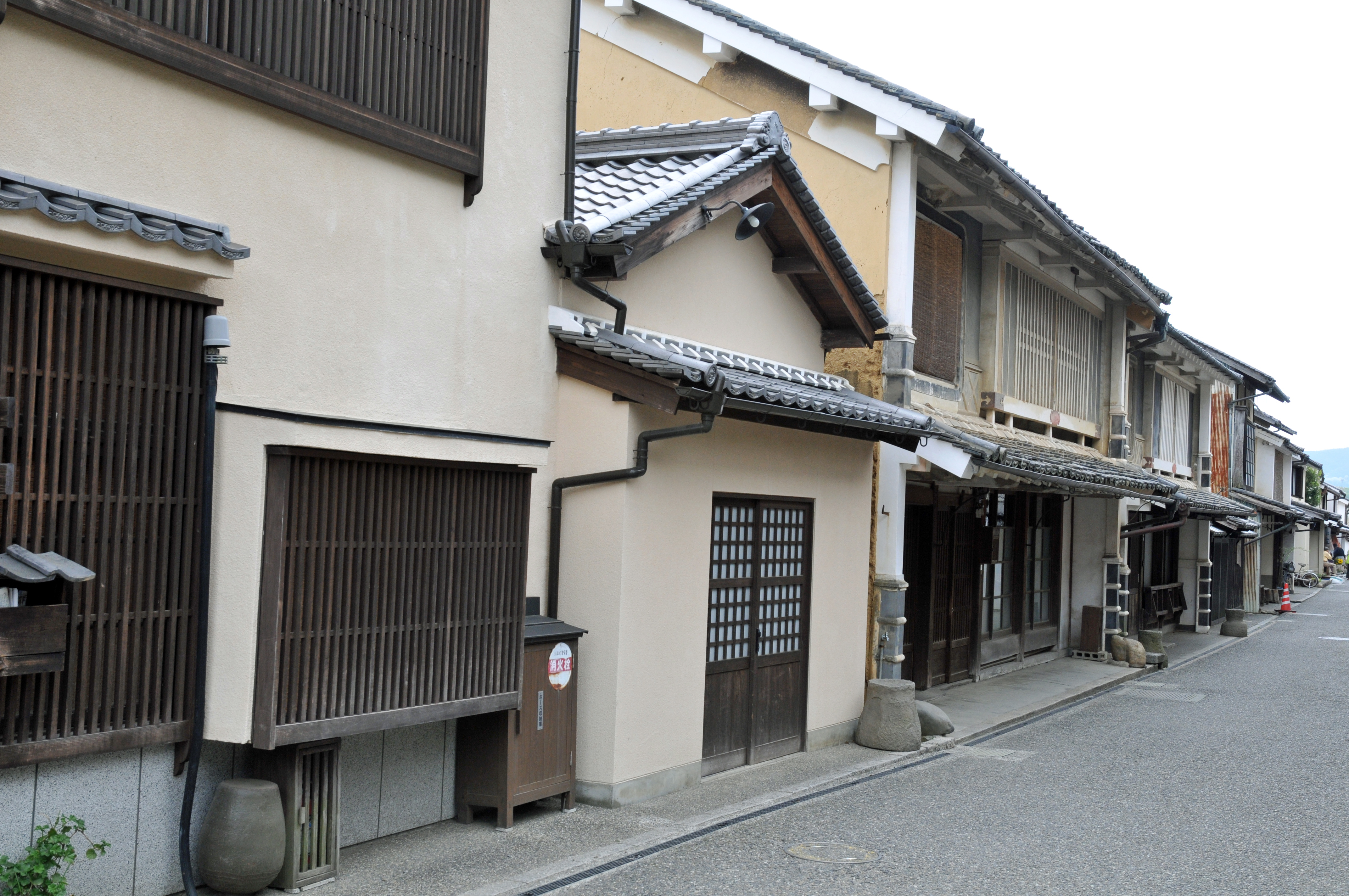
八日市護國地區

八日市護國（日语：／ Yōkaichi-gokoku */?），是位於日本愛媛縣喜多郡內子町的重要傳統的建造物群保存地區，由於此地區過去為製蠟產業為主，建築過去多為製臘使用。

## 歴史
在江戶時代內子地區屬於大洲藩的領地，因為作為小田川沿岸的物資集散地而開始發展，18世紀因種植野漆開始生產木臘，並逐漸成為本地主要產業。在明治時代末期，愛媛為全日本曬臘產量最高的地方，其中內子町的產量則佔了愛媛的七成。但在大正時代後，臘的需求開始急遽降低，1924年後本地已無製臘產業存在。
由於此地區位於山坡地上，在明治時代後的都市計畫以相鄰的地勢平緩地區為主，讓此地區的傳統建築得以保存。
1972年日本文化廳進行第1次集落町並調査，當地開始討論此地區的保存發展，1982年八日市護國地區成為四國第一個被列入重要傳統的建造物群保存地區的地方，並開始進行保存修復工程。
1990年此地區理的本芳我家住宅、上芳我家住宅、大村家住宅被列為「重要文化財」，上芳我家保館的製臘工具則在1991年也被列為重要有形民俗文化財。

## 外部連結
- （日語） 地區房屋資料（八日市護国） （页面存档备份，存于）